# Jakov Permjakov

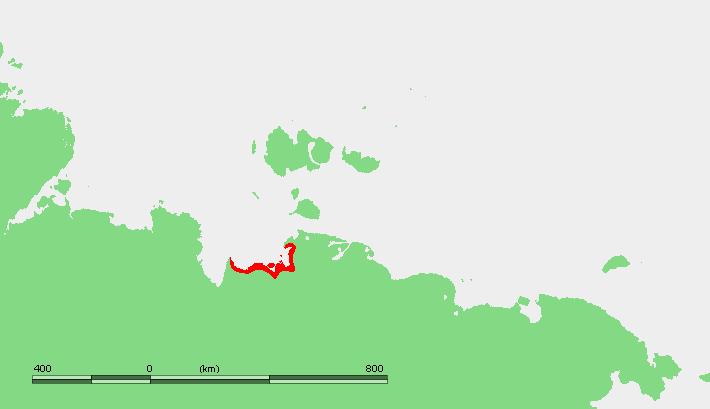
Umístění Janského zálivu, kde byl Jakov Permjakov zavražděn

Jakov Permjakov (rusky: Яков Пермяков, zavražděn 1712) byl ruský námořník, průzkumník, kupec a sibiřský kozák.

## Životopis
V roce 1710 při plavbě od řeky Leny k řece Kolymě zpozoroval Permjakov siluetu dvou neznámých ostrovů. Tyto ostrovy později byly pojmenovány Velký Ljachovský ostrov a Medvědí ostrovy.
V roce 1711 vyrazil Permjakov se skupinou jedenácti sibiřských kozáků, pod vedením atamana Merkurije Vagina prozkoumat ostrovy, které Permjakov v minulém roce viděl. Vyrazili z Jakutsku a dorazili až k Janskému zálivu. Využili psí spřežení a po ledu se dostali až k Velkému Ljachovskému ostrovu, který jako první prozkoumali. Na ostrově nebyla žádná vegetace, jen holé kamení. Protože začal praskat led, rozhodl se Vagin vrátit zpět na pevninu. Zde oznámil, že příští léto se znovu vydají hledat ostrovy. Kozáci se již nechtěli na sever vrátit. Vagin s Permjakovem ale tvrdohlavě trvali na svém, aniž by si uvědomili, že se kozáci víc bojí cesty na sever než smrti.
V roce 1712 se kozáci vzbouřili, zavraždili Permjakova, Vagina i jeho malého syna Michajla a ještě jednoho kozáka, který stál věrně při atamanovi. Vzbouřenci Permjakovovo tělo spálili a nechali na ledové kře. Jeho ostatky tak nebyly nikdy nalezeny a pohřbeny.
Vzbouřenci se vrátili do Usť-Jansku a oznámili, že je Vagin s Permjakovem opustil a rozhodli se hledat ostrovy bez nich. Pro lidi, kteří znali arktický sever, bylo těžké uvěřit této verzi. Přeživší kozáci byli převezeni do Jakutska a vystaveni mučení. Tam se přiznali, co se skutečně stalo. Dva vzbouřenci byli popraveni, ostatní zbičováni a vysláni do vyhnanství na pobřeží Ochotského moře.
Permjakov je pokládán za objevitele Novosibiřských ostrovů.